# Hylopezus dives
Pita-formigueira-de-flancos-ruivos ou torom-acanelado (Hylopezus dives) é uma espécie de ave da família Formicariidae.
Pode ser encontrada nos seguintes países: Colômbia, Costa Rica, Equador, Honduras, Nicarágua e Panamá.
Os seus habitats naturais são: florestas subtropicais ou tropicais húmidas de baixa altitude e florestas secundárias altamente degradadas.